# Frieda Brepoels
Frederika Marie Joseph (Frieda) Brepoels, née le 7 mai 1955 à Mopertingen est une femme politique belge flamande, membre de la Nieuw-Vlaamse Alliantie (N-VA).

## Biographie
Elle est architecte (1978).
Elle fut architecte indépendante (1978-1993).
Elle se revendique pro-européenne pour une Flandre indépendante dans une Europe forte.

### Fonctions politiques
- 1988-2001 : membre du conseil et du bureau de la Volksunie
- 2001- : Vice-présidente, membre du conseil, du bureau et du conseil provincial de la N-VA
- 1982-1991 : Conseillère communale de Bilzen
- 1982-1988 : échevine de Bilzen
- 1987-1991 : députée au Conseil flamand
- 1985-1987 : Conseillère à la province de Limbourg
- 1991-1999 : Députée permanente de la province de Limbourg
- 1987-1991 : Députée au Parlement fédéral
- 1999-2003 : idem
- 2004-2013 : Députée au Parlement européen
- depuis 2008 : secrétaire générale de la N-VA
- depuis 2013 : bourgmestre de Bilzen